# Setra 300 серії

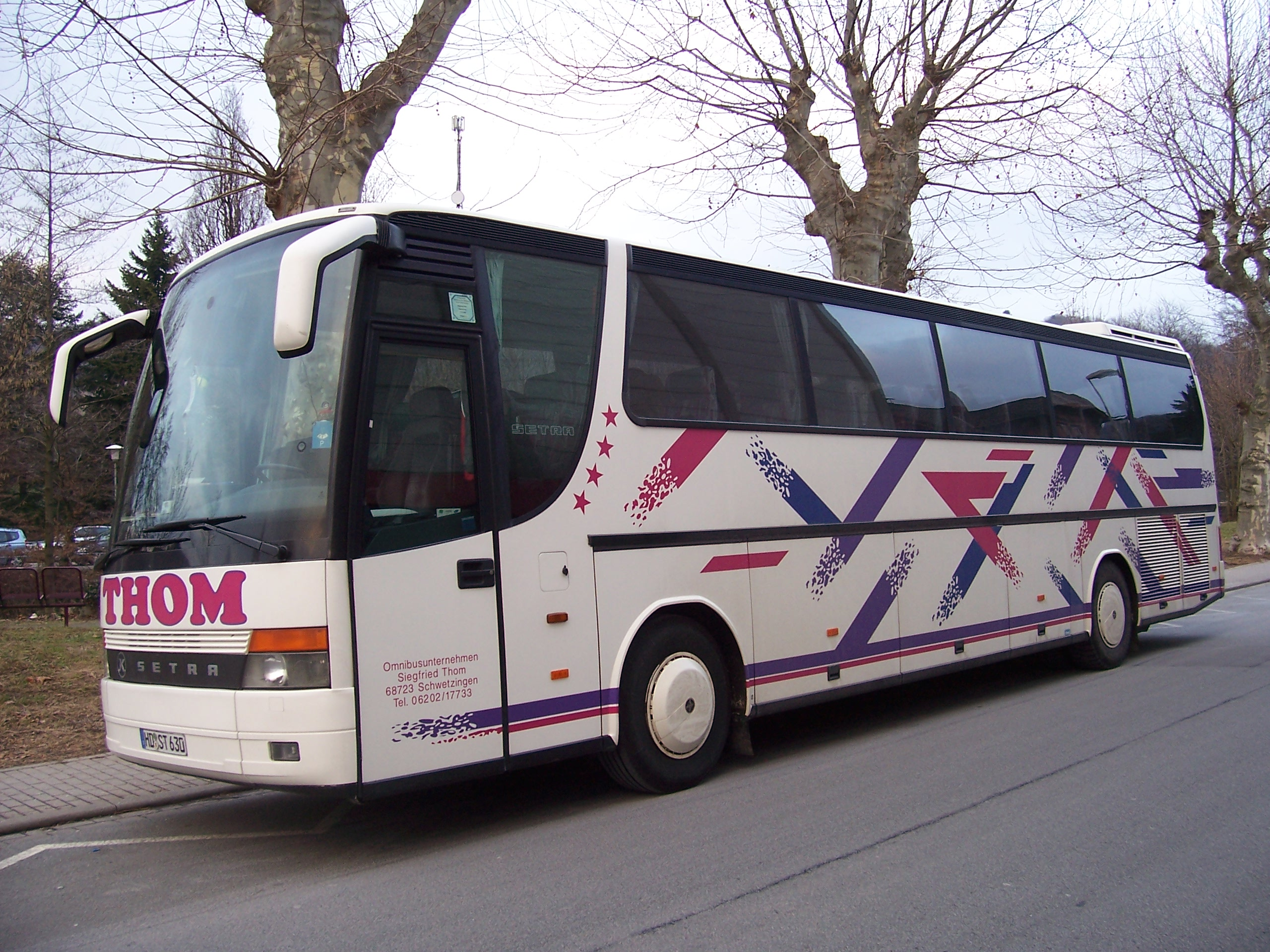
Setra S 315 HD

300 серія — сімейство автобусів Setra, що виготовлялось з 1991 по 2006 роки.
В сімейство входять міські, міжміські і туристичні автобуси. Було замінене на Setra 400 серії.

## Модифікації

### MultiClass

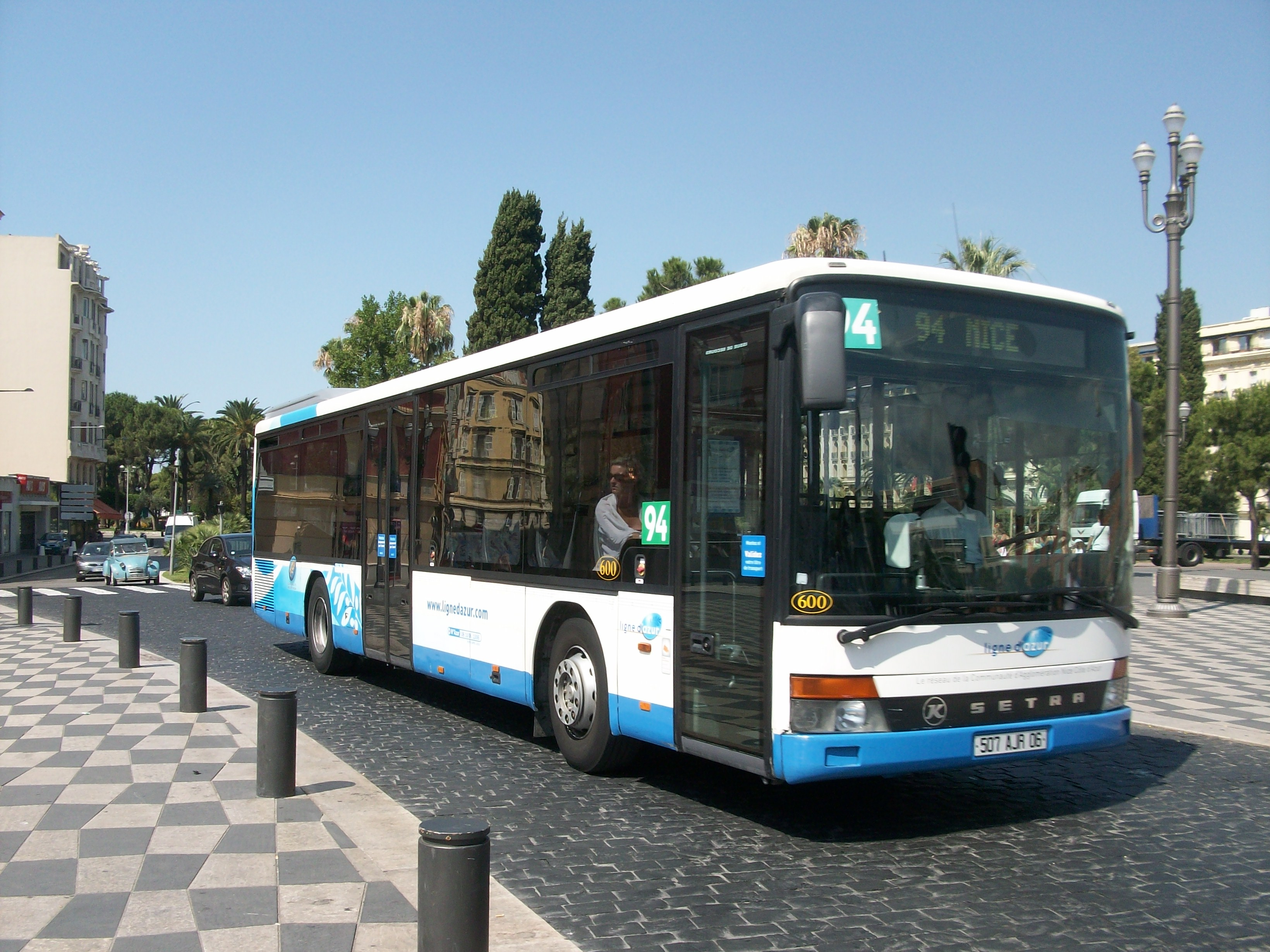
Setra S 315 NF

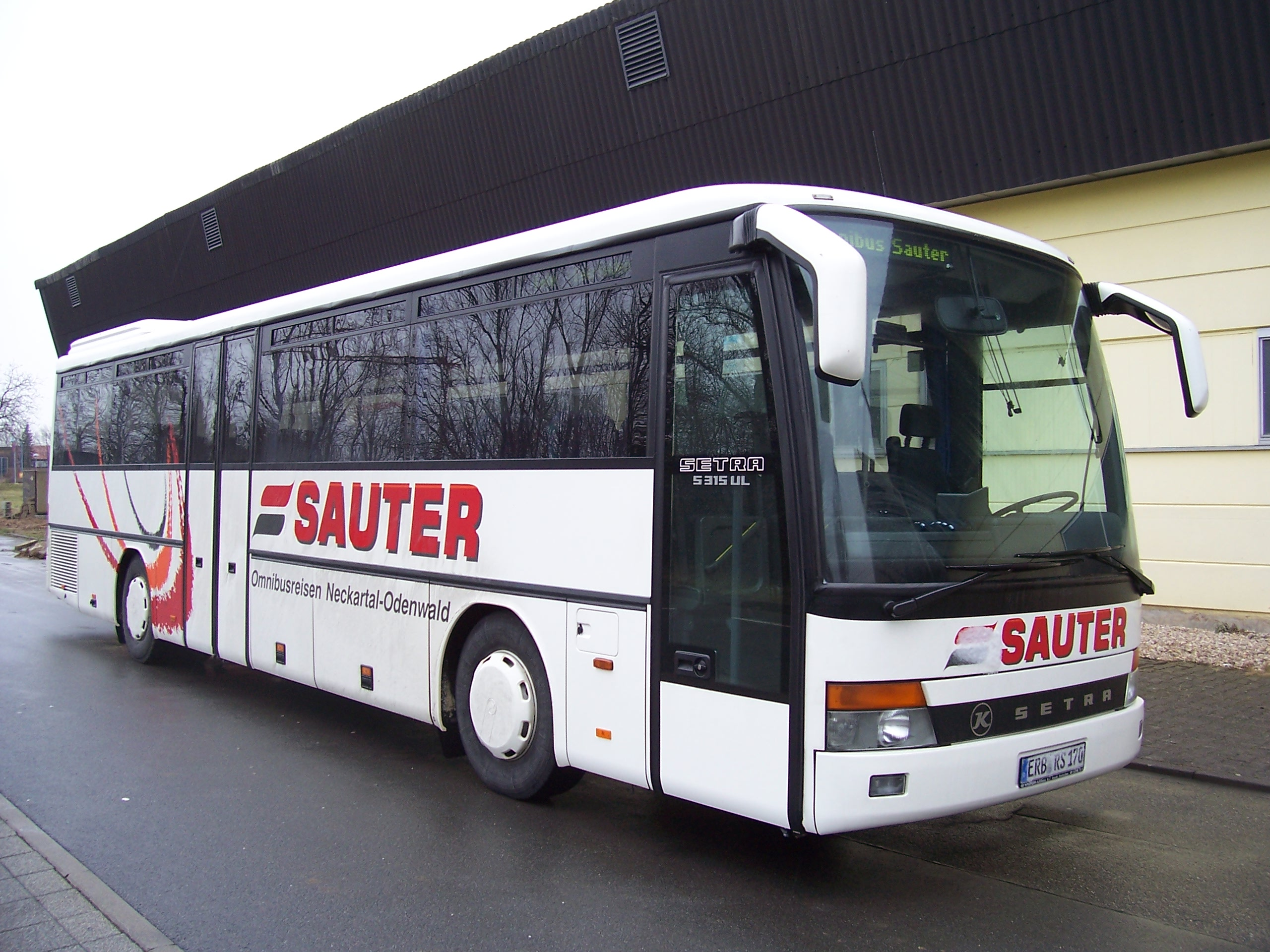
Setra S 315 UL

Міські
- S 300 NC (1991-1996)
- S 315 NF (1996-2006)
- S 319 NF (1995-2006)

Міжміські
- S 313 UL
- S 313 UL-GT
- S 315 H
- S 315 UL
- S 315 UL-GT
- S 316 UL
- S 317 UL
- S 317 UL-GT
- S 319 UL
- S 319 UL-GT
- SG 321 UL
- SG 321 UL-GT

### ComfortClass

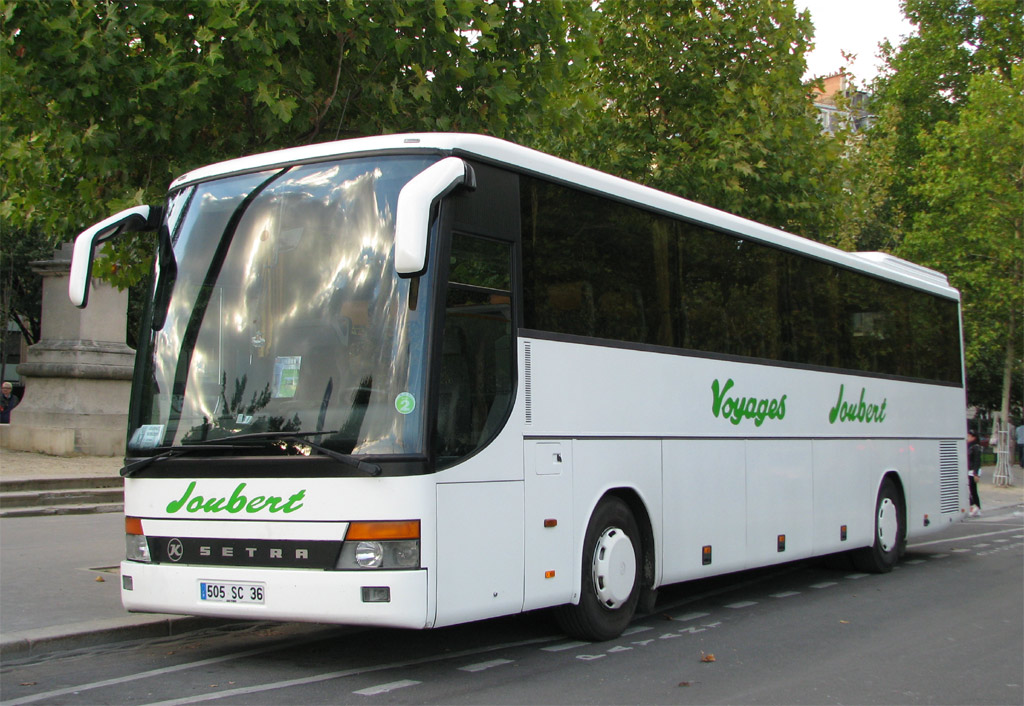
Setra S 315 GT-HD

Автобуси сімейства ComfortClass 300 включають в себе зручні транспортні засоби, що використовуються для міжміського сполучення та іноді для перевезення туристів. Технічно вони подібні на Mercedes-Benz Tourismo першого покоління.
Автобуси ComfortClass 300 виготовлялись з 1994 по 2002 рік.
- S 315 GT
- S 315 GT-HD
- S 317 GT-HD
- S 319 GT-HD

### TopClass

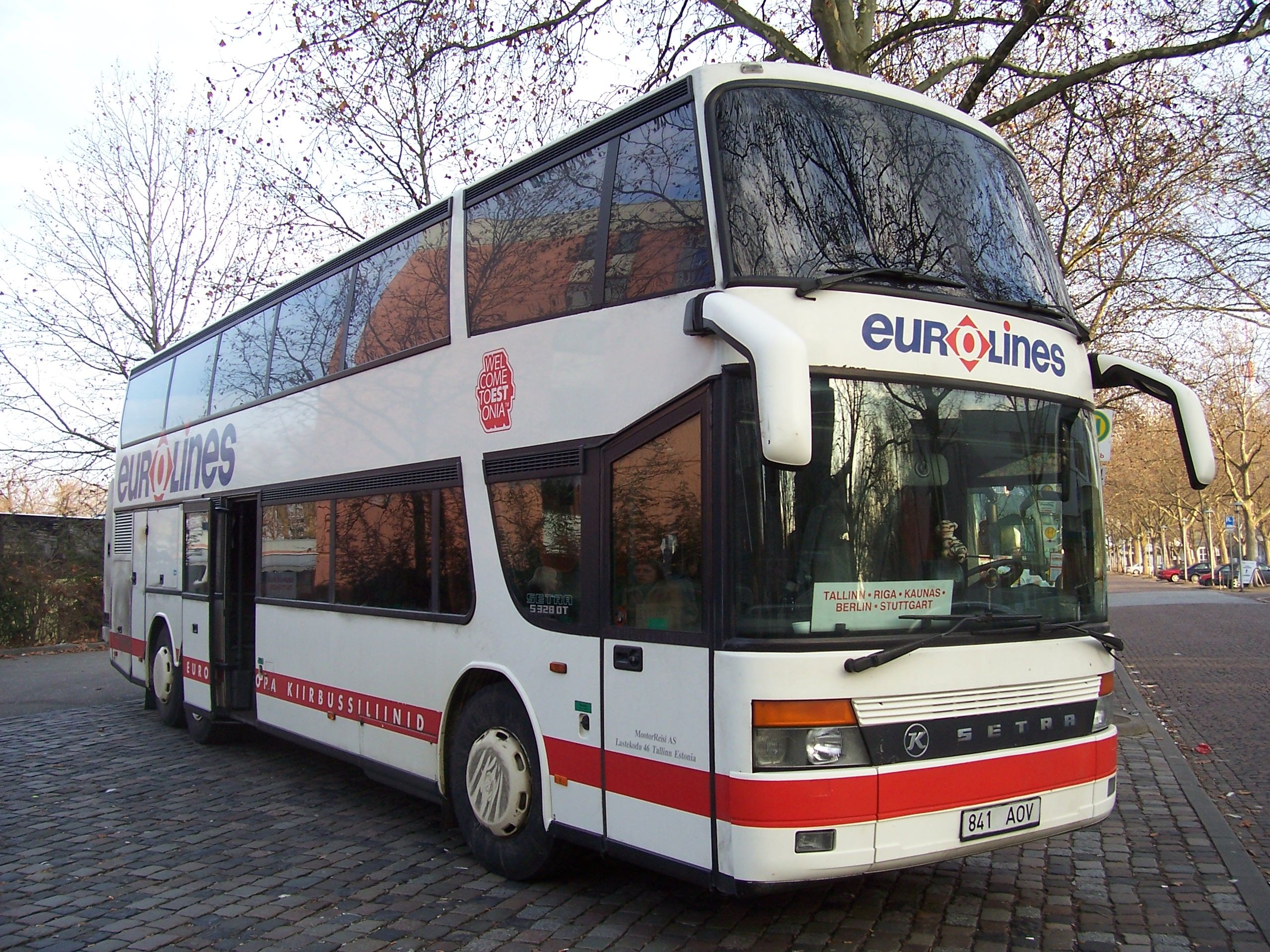
Setra S 328 DT

Автобуси сімейства TopClass 300 включають високотехнологічні транспортні засоби, призначені для туризму.
- S 309 HD
- S 312 HD
- S 315 HD
- S 315 HDH/2
- S 315 HDH/3
- S 316 HDS
- S 317 HDH
- S 328 DT — двоповерховий туристичний лайнер, що випускався з 1993 по 2003 рік